# DragonForce
DragonForce is een uit Londen afkomstige powermetal- en speedmetalband. De band werd in september 1999 opgericht als "DragonHeart", maar om verwarring met andere bands, platenmaatschappijen en films te voorkomen, veranderde de groep in december 2001 hun naam in DragonForce.

## Biografie
De huidige kern van de band bestaat uit de twee gitaristen Herman Li en Sam Totman met keyboardspeler Vadim Pruzhanov. Later werden bassist Adrian Lambert (inmiddels vervangen door Frédéric Leclercq) en drummer David Mackintosh (ex-Bal Sagoth) aan deze kern toegevoegd.
DragonForce begon als een melodische-speedmetalband, gemixt met de agressie van speedmetal, maar de stijl van de band heeft zich geëvolueerd tot een potpourri van verschillende metalstijlen, gebracht met veel kracht en snelheid, misschien het beste aan te duiden als "extreme powermetal".
Het bekendste nummer van de band is "Through the fire and flames", een extreem snel lied met zeer ingewikkelde gitaarsolo's van beide gitaristen in de band. Het nummer is berucht onder gamers die het nummer vaak terugvinden in zogenaamde rhythm games, spellen waarbij op de maat van de muziek bepaalde handelingen uitgevoerd moeten worden. Voorbeelden hiervan zijn Audiosurf, Guitar Hero, Rock Band, Dance Dance Revolution en Osu!. Through the Fire and Flames komt vaak terug in dergelijke games omdat het een van de moeilijkste nummers is om te verslaan.

## Vertrek bandleden
Bassist Adrian Lambert verliet DragonForce in 2005, omdat hij te weinig tijd had voor zijn jonge zoon.
Op 9 maart 2010 vertrok ook ZP Theart, volgens Herman Li vanwege onenigheid over muziekstijlen.
Drummer Dave Mackintosh verliet DragonForce in 2014 om zich te richten op zijn eerste passie, progressieve rock.

## Bezetting
- Herman Li - leadgitaar, zang
- Sam Totman - slaggitaar, zang
- Marc Hudson - zang
- Gee Anzalone - drums, zang
- Alicia Vigil - Bass, zang

### Voormalige bandleden
- Frédéric Leclercq - basgitaar, zang (verliet de band in 2019)
- ZP Theart - zang (verliet de band in maart 2010)
- Dave Mackingtosh - drums, zang
- Vadim Pruzhanov - keyboard, zang

## Albums
- Valley of the damned (demo) (2000)
- Valley of the damned (2003)
- Sonic firestorm (2004)
- Inhuman rampage (2006)
- Ultra beatdown (2008)
- The power within (2012)
- Maximum overload (2014)
- Reaching into infinity (2017)
- Extreme power metal (2019)
- Warp speed warriors (2024)

## Dvd's
| Dvd's met eventuele hitnoteringen in de Nederlandse Music Top 30 | Datum van verschijnen | Datum van binnenkomst | Hoogste positie | Aantal weken | Opmerkingen |
| ---------------------------------------------------------------- | --------------------- | --------------------- | --------------- | ------------ | ----------- |
| In the line of fire                                              | 2015                  | 18-07-2015            | 24              | 1            |             |